# Obróbka drewna

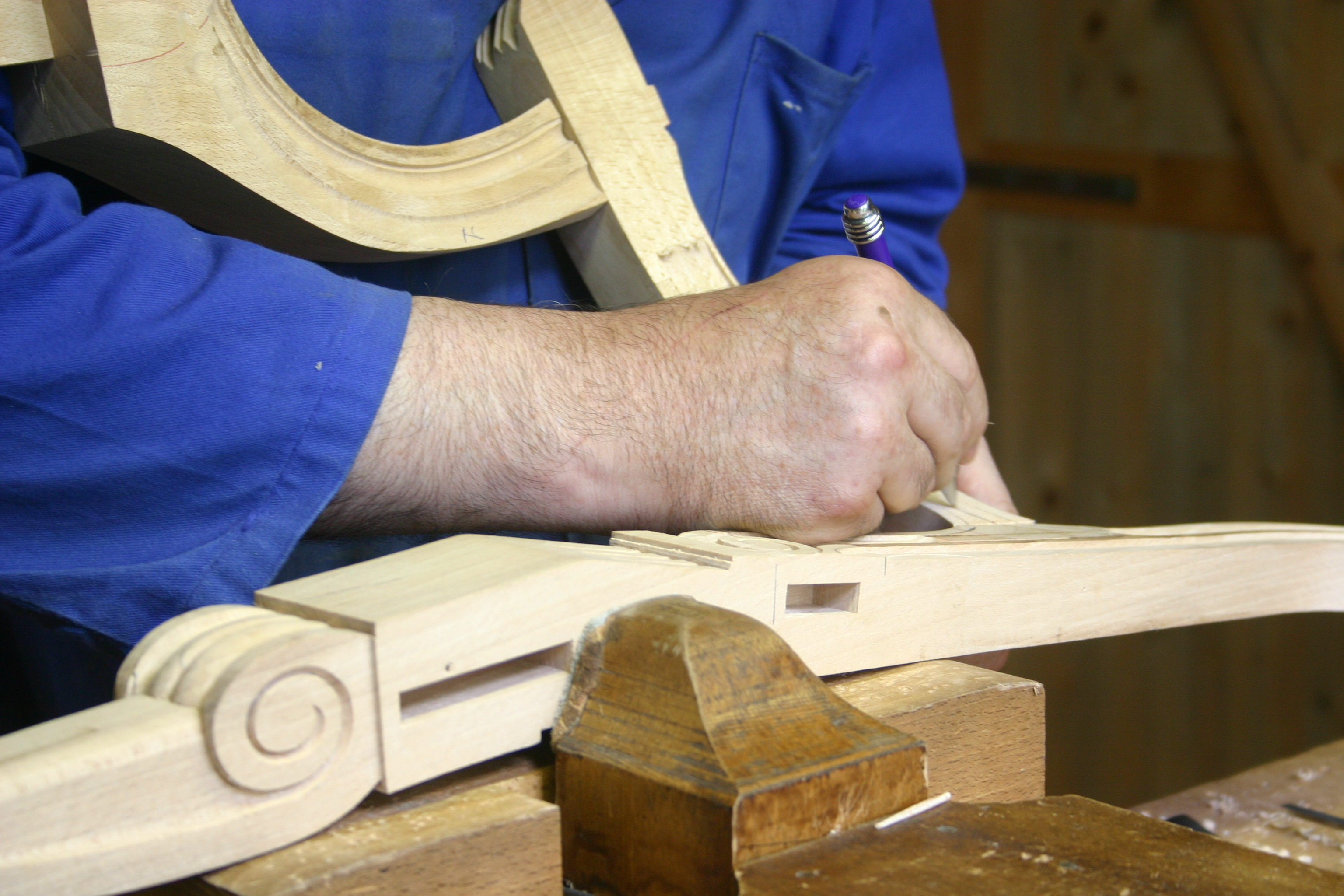
Obróbka drewna

Obróbka drewna – rodzaj obróbki, która polega na nadaniu określonemu rodzajowi drewna określonych własności. Celem tej obróbki jest wytworzenie przedmiotu.
Ze względu na rodzaj stosowanych procesów technologicznych rozróżnia się obróbkę drewna:
- mechaniczną,
- cieplno-wodną (hydrotermiczną),
- fizykochemiczną,
- chemiczną.

W zależności od uzyskiwanych wyrobów rozróżnia się obróbkę drewna:
- pierwiastkową,
- obróbka drewna wtórną.

Coraz częściej, w procesie mechanicznej obróbki drzewa, stosuje się obrabiarki CNC (tokarki, frezarki CNC).